# Stine Bredal Oftedal
Stine Bredal Oftedal (født 25. september 1991 i Bærum, Norge) er en kvindelig norsk håndboldspiller, som spiller for Győri Audi ETO KC og er anfører på Norges kvindehåndboldlandshold. Hun spillede på det norske hold, som gik til tops under junior-VM i 2010. Hun debuterede på A-landsholdet mod Island 26. november 2010 og spillede på holdet, som vandt guld ved EM 2010.
Hun er storesøster til Hanna Bredal Oftedal som også tidligere har spillet professionel håndbold.
Hun blev kåret til verdens bedste håndboldspiller af International Handball Federation i 2019.

## Karriere
Hun har spillet håndbold siden hun var syv år og startede karrieren i Nit-Hak Håndballklubb. Hun er playmaker og har tidligere spillet i de norske klubber Helset Idrettsforening, Stabæk og den franske klub Issy Paris.
I februar 2017 blev det offentliggjort at den ungarske storklub og forsvarende Champions League-vinder Győri Audi ETO KC, havde hentet Oftedal til klubben på en 3-årig kontrakt. Hun forlængede hendes kontrakt med klubben, gældende til sommeren 2022 i september 2019.
Hun har været en af det norske A-landshold siden 2010 og har været deltagende ved samtlige slutrunder for landsholdet. Frem mod EM i kvindehåndbold 2014 i Ungarn/Kroatien, fik hun rollen som anfører. Hun blev desuden kåret til turneringens bedste spiller ved VM i Tyskland i 2017.
Hun var også med til at blive verdensmester med Norge ved VM i kvindehåndbold 2021 i Spanien, efter finalesejr over Frankrig, med cifrene 29-22.

## Meritter
- Junior-EM:  Guld
- Junior-VM 2010:  Guld
- EM 2010 –  Guld
- VM 2011 –  Guld
- EM 2012 –  Sølv
- EM 2014 –  Guld
- VM 2015 –  Guld
- OL 2016 -  Bronze
- EM 2016 –  Guld
- VM 2017 –  Sølv
- EM 2020 –  Guld
- OL 2020 -  Bronze
- VM 2021 –  Guld
- EM 2022 –  Guld